# اروج آباد
اروج آباد یک روستا در ایران است که در دهستان آزادلو واقع شده‌است. اروج آباد ۴۷ نفر جمعیت دارد.